# José San Germán Ocaña

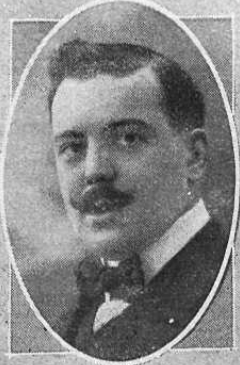
José San Germán

José Sangermán Ocaña (Cuba, 1887 - Madrid, 7 de noviembre de 1936) fue un periodista y escritor de origen cubano nacionalizado español.
Cubano de nacimiento, se casó en 1914 con Pilar Zorrilla de San Martín. Tuvo cuatro hijas, María del Pilar, Manolita, Josefina y Milagros.
Seguidor de Alejandro Sawa y gran amigo de Cansinos Assens, que lo recoge siempre con palabras afables en sus Memorias de un Literato, publicó varias novelas. Fue jefe de redacción del periódico conservador dirigido por Manuel Delgado Barreto, La Nación y vocal de la junta directiva de la Asociación de la Prensa de Madrid constituida en febrero de 1926 y en marzo de 1929.
Tras estallar la guerra civil española, fue detenido en Madrid, preso en la cárcel Modelo y asesinado el 7 de noviembre de 1936.

## Obras
- La jauría del amor, Madrid (1912)
- La ruta de los cautivos, Ed Mundo Latino (1929)
- Memorias de una pulga: novela humorística, Madrid (1933)[4]
- Judíos, masones y marxistas contra Italia (Declaración jurada de un periodista), Madrid (1935)[5]
- El ilustre Berenjena
- Los intrigantes de la oficina